# Acrocercops aeolellum
Acrocercops aeolellum là một loài bướm đêm thuộc họ Gracillariidae. Nó được tìm thấy ở Queensland.